# Voltvalaki Hotel
A Voltvalaki Hotel (eredeti cím: Hazbin Hotel) egy amerikai televíziós animációs szitkom, ami egyben musical is, amit Vivienne Medrano alkotott és rendezett. Eredetileg egy független animációs websorozatnak indult, amit a SpindleHorse Toons gyártott, amíg az A24 Films fel nem vásárolta a sorozat szerzői jogait.
A pilot-epizódhoz Vivienne Medrano a School of Visual Arts egyik munkatársával dolgozott a hotel külső kinézetén. Több mint hat hónapba telt megírni a forgatókönyvet, és az animáció pedig két évig zajlott (2017-2019 között). A pilot-epizód 2019. október 28-án jelent meg YouTube-on.
A sorozat premierje eredetileg 2023 nyarán lett volna, azonban mivel akkor nem volt forgalmazója a sorozatnak, úgy az évadot addig még nem lehetett sugározni. A sorozatot végül 2024. január 19-én tűzte műsorra az Amazon Prime Video. Az első évad két évadzáró epizódját 2024. február 2-án mutatták be.

## Ismertető
A rajzfilmsorozat Charlie-nak, a pokol hercegnőjének történetét követi, aki azt a lehetetlennek tűnő célt tűzte ki, hogy békés módszerekkel rehabilitálja a démonokat, hogy csökkentse a túlnépesedést a királyságában. A mennyország éves ördögűzése után szállodát nyit, és azt reméli, hogy a vendégek „kijelentkeznek” a mennyek országába, miután bebizonyította ő és barátai, hogy lelkük megváltható.

## Szereplők
- Charlie Morningstar (eredeti hangja: Erika Henningsen[9])

Lucifer és Lilith lánya, a poklok hercegnője, a Voltvalaki Hotel alapítója és vezetője, Vaggie barátnője. Pozitív, naiv és kedves. Charlie-t nagyon tehetséges énekesnek tartják, még a műsor betétdalain kívül is. Szüleivel kapcsolata elhidegült: édesapjától, Lucifertől nem kap elegendő figyelmet; édesanyja, Lilith 7 éve eltünt. Édesanyja álmai ösztönözték, arra, hogy elhatározta, hogy a rábízott szállodát démonok rehabilitációs megtérítésére használja. Abból az érdekből, hogy megakadályozza az évente megtörténő pokoli népirtást, amit a mennyország hajt végre, mely apjának és anyjának keserve.
- Vaggie (eredeti hangja: Stephanie Beatriz[9])

Bukott angyal, a Voltvalaki Hotel igazgatónője, Charlie barátnője, lelkit ámasza és motiválója. Agresszív, pesszimista, pragmatikus, óvatos és aranyszívű. Amikor még ördögűző angyal volt, könyörtelen gyilkológép volt, több ezer bűnöst mészárolt le sok megsemmisítés során. Azonban szíve megszakadt, amikor egy sikátorban ki próbált végezni egy védtelen kárhozatra ítélt gyereket. Nem tudta rávenni magát, hogy megölje, ezért elengedte őt. Lute undorodva nézte, és kijelentette, hogy "mocsok bűnös", kiszúrta bal szemét, és büntetésből letépte a szárnyait és megcsonkítva ott hagyta a pokolban. Nem sokkal ezután találkozott Charlie-val, aki elsősegélyben részesítette. Végül ketten egymásba szerettek, és Vaggie hűséget és védelmet fogadott neki.
- Angel Dust egykori nevén Anthony (eredeti hangja: Blake Roman[9])

Pókdémon formát felvett bűnös, egy pornósztár. Charlie és Vaggie rehabilitációs programjának első tesztalanya. Humoros és perverz természetű. Lelke Valentino tulajdonában van. Angel-nek valóban vannak barátai, és bár törődik velük, és időnként azt mutatják, hogy el akarja érni a szoros kapcsolatot, ám sok falat emel maga és mások közé, nagyon védi valódi érzéseit, és kerüli a túlzottan érzelmes kapcsolatokat. Cinikusan vélekedik a megváltás gondolatáról, bár úgy tűnik, még mindig van egy kis reménye, hogy lehetséges lesz számára. A folyamatos dirigáló és bántalmazó helyzet, amelyben főnökével, Valentinoval él, nagy stressznek teszi ki a munkájában, és emiatt némileg traumatizálódik. Amikor Valentinoval találkozik, Angel ijedt és ideges lesz az általa elkövetett bántalmazások miatt.
- Alastor, a "Rádiódémon" (eredeti hangja: Amir Talai[9])

Az egyik legerősebb démon a pokolban, csak néhány nagyúr tudja felülmúlni hatalmát. Valódi természete nem ismert; állandóan mosolyog. Husk és Niffty lelkének tulajdonosa. Lelkének a tulajdonosa ismeretlen. Rejtély, hogy miért látogatott el a Voltvalaki Hotelhez. Felajánlotta, hogy segít Charlie Morningstarnak a próbálkozásaiban, bár a saját szórakoztatására. Nagyon jó megfigyelő. Alastort a kettősség embereként írják le. Nagyon nagyra értékeli a jó modort, a kedvességet és az intelligenciát másokban, és aktívan lenézi azokat, akik nem felelnek meg a normáinak. Mindig megvárja és észleli a megfelelő pillanatot, hogy átverjen és manipulálhasson másokat, mint például: egyes epizódokban; Vaggie-t vagy Charlie-t.
- Husk (eredeti hangja: Keith David[9])

A szálloda kocsmárosa. Rosszkedvű és lusta természetű. Lelke Alastor tulajdonában van. Nagyon figyelmes, képes olvasni az emberekben, és jól megérti a problémáikat (még akkor is, ha ők maguk sem értik), ami miatt gyorsan észreveszi, ha valaki nem őszinte vele, amit rühell. Értékeli, ha valaki hiteles, és jól felismeri önmagát és saját problémáit, hibáit is, nyíltan elfogadva, hogy az alkoholtól és a szerencsejátékoktól való függése nem segítette abban, hogy jobban érezze magát. Meglepően empatikus és hajlandó nem ítélkezni azokon, akiknek szükségük van rá, édesebb és védelmezőbb oldalát mutatja azoknak, akikkel lényegesebb kapcsolatot alakít ki vele.

Balról jobbra a szereplők: Alastor, Husk, Vaggie, Charlie, Angel Dust és Niffty

- Niffty (eredeti hangja: Kimiko Glenn[9])

A szálloda takarítónője. Lelkét eladta Alastornak. Niffty hiperaktív, spontán és mozgékony és nagyon gyors. Nem szereti, ha minden szobában rendetlenség van, és általában a férfiakhoz kötődik. Nagyon hiperaktív, spontán és mozgékony és nagyon gyors. Nem szereti, ha minden szobában rendetlenség van, és általában a férfiakhoz kötődik. Azonban csak a "rosszfiúkat" szereti, beleértve a Sir Pentious iránti rövid megszállottságot. Ami azzal ért véget, hogy csalódottan megrúg Niffty Sir Penrius-be, miután bocsánatot kér, és úgy dönt, hogy megváltást keres a szállodában. Nem fél bepiszkolódni, és élvezi, ha takarítja mindenki piszkát (hátborzongató bájjal).
- Sir Pentious (eredeti hangja: Alex Brightman[9])

A viktoriánus korszak kobradémona, aki modern és menő akar lenni, és szenvedélye a pusztító harci gépek építése. Vox megbízta, hogy kémkedjen Alastor után a szállodában, de miután lebukott, kegyetlenül elbocsátotta őt. Charlie felajánl neki egy második esélyt, így ő lett a második bűnös, akit a szálloda meg akart váltani. Majd beleszeretett egykori ellenségébe Cherri Bomb-ba. Később Sir Pentious feláldozta magát, hogy megállítsa Ádámot, ezzel elérte a megváltást és a mennybe került.

## Képregények
2020 júliusában lett kiadva a Vivienne által rajzolt első Hazbin Hoteles webképregény, mely a Dirty Healings (magyarra fordítva: Mocskos gyógyulások) címet viselte. A 22 oldalas történet Angel Dustra fókuszált, hogy hogyan akadt rá a Happy Hotelre (aktuális nevén: Hazbin vagy Voltvalaki Hotel). A képregény a rajzfilmsorozat hivatalos weboldalán elérhető.
A második képregény a Day in the Afterlife (magyarra fordítva: Egy nap a túlvilágban) címet viseli, és Alastorra fókuszál, akinek a pokolbeli mindennapjait láthatjuk. A 16 oldalas képregény 2020. október 19-én került fel a rajzfilmsorozat hivatalos weboldalonára.

## Spin-offok
A rajzfilm népszerűsége és sikere lehetővé tette, hogy Medrano készítsen egy Spin-off sorozatot Helluva Boss néven. Ez a rajzfilmsorozat a Voltvalaki Hotel világában játszódik, de új szereplőkkel, egy új történettel és új történetmesélés stílussal. Ezenfelül a sorozat bővíti a Voltvalaki Hotel világát: a poklot, hisz több társadalmat és csoportot ismerhetünk meg benne.

## A sorozat megalkotása

### Koncepciók
A Voltvalaki Hotel egyes szereplői már évek óta jelen voltak Medrano munkáiban, amikor még tinédzser korában együtt dolgozott néhány emberrel a School of Visual Arts egyetemen. Eredetileg a Misfit Demon Gang néven ismert démon bandaként szerepeltek a ZooPhobia című webképregény-sorozatban. Medrano végül rájött, hogy a démonok helytelen gyűjteménye magában hordozza a saját történetüknek lehetőségét, és áthelyezte őket a Voltvalaki Hotel első vázlatára.
Alastor volt az első megalkotott karakter, aki végül a Voltvalaki Hotelben szerepelt, akit először Medrano a középiskolában, 2008 körül tervezett meg, aki máig az alkotó egyik kedvenc karaktere marad.
A The Spider Brothers c. 2013-as animációs novella Vivienne Medrano dolgozatához.készült volna, amihez megalkotta Angel Dust és a bátyja, Arackniss karakterét. A The Spider Brothers tézisét végül feladta, mivel Medrano rájött, hogy a kisfilmet túl bonyolult és túlságosan megterhelő meganimálni az ő jelenlegi szintjéhez képest, aztán elkezdett keresgélni szerepet az akkor futó ZooPhobia c. webképregényében az Angels and Demons c. fejezetében Angel számára.
Több karakter is átment változásokon, de azok nem nagyok vagy jelentősek.

### Gyártás
Vivienne Medrano a sorozat alkotója, rendezője, karakter-designere, valamint vezető producere már a sorozat kezdetei óta az író. A Nyitány és a Maszkabál című epizódokat még az A24 Films előtt tervezte meg.
A sorozat társírói: Adam Neylan, Ariel Ladensohn, Rachel Kaplan, Adam Stein, és további 5 személy. A dalokat Sam Haft és Andrew Underberg írta. A zenét Gooseworx, Evan Alderete, valamint Parry Gripp szerezte.
2020. augusztus 7-én jelentette be az A24 Films, hogy a Voltvalaki Hotel szerzői jogait felvásárolták. A sorozat készítése 2023. március 23-án fejeződött be, amikor Vivienne Medrano, a sorozat alkotója részt vett a gyártást lezáró partin Ausztráliában. Az első évad megjelenése előtt, még 2023. szeptember 28-án már az alkotó megerősítette, hogy berendelték a második évadot. 2024. július 26-án az Amazon Prime megerősítette, hogy berendelték a 3. és 4. évadot.

## Fogadtatása
A Rotten Tomatoes kritikusaitól 79%-os értékelést, egy átlag 7,8/10-et kapott.
Hayden Mears, az IGN munkatársának a kritikája szerint a sorozat humora meglehetősen alultáplált; rengeteg olyan alkalmat hagy ki, amiből humort lehetne faragni. A forgatókönyvírók nem tudják kihasználni a csoport gazdag dinamikáját. Remek munkát végez el azzal, hogy epizódról epizódra felkeltse a nézők érdeklődését. Az IGN még azt is megemlíti, hogy a sorozat alkotója mindent megtesz azért, hogy érezzük szereplői traumáit, kétségeit és zárkózottságát. A sorozat dalai tovább építik ezeket a karaktereket, amiknek szinte mindegyike ügyesen szövi össze a szomorúságot, a reményt és a hitványságot egy démon életének kavargó, lebilincselő ódáivá. Az összegzésben szóvá teszi a cikk szerzője: „...Szerethetően rétegzett karakterei, abszurd fülbemászó dalaival és fókuszált világépítésével csoportosítva, nagyon is sikerre vihetik ezt a sorozatot...”.
Christina Rodriguez, a The Outlook munkatársa szerint az animáció, a színművészeti alakítás és a zene csodálatos, de az írói munkával nem volt megelégedve. Első érve volt, hogy az írók figyelmen kívül hagyták az új nézőket, így nem törődtek áthozni a próbaepizódot a rendes sorozatba. Beleértve a főszereplők bemutatását, a sorozat a mellékszereplőknek adja helyette a reflektorfényt. Második pontja az volt, hogy vannak nagyszerű jelenetek és párbeszédek, de a sorozat siet, így elmarad a szükséges előkép, karakterfejlődés és a megalapozása a jelenetnek. Így bár hiába kap a néző egy csodálatos, érzelmes éneket, ha azt sem tudja, hogy nevessen vagy sírjon rajta, mert nem hagynak teret neki lélegezni. Christina bár úgy gondolja, hogy megengedhető a kérdések és a plothole a történetben, ha később betömik a hiányzó cselekménydarabkákat. De az nem, hogy el kell sietni a cselekményt és a forgatókönyvet addig a pontig, ahol szükséges karakterinterakciók kimaradnak, vagy nem hagynak teret a közönségnek a jelenetek feldolgozására.
Megjelenését követően a Voltvalaki Hotel új rekordot döntött az Amazon Prime Video-n; a platformon a legnagyobb nézettségben debütált új animációs műsor lett.

## Érdekességek
- Huskot eredetileg Medrano húga, Maritza, más néven Razz tervezte, aki a karaktert szárnyas macskaszerű humanoidként fogta fel, majd karakternek ajándékozta neki.[15][31][32]
- Az első évadban összesen 302 trágár szó hangzik el.[33]
- Eredetileg egyes epizódokat a Broadway-műsorok betétdalairól akarta volna elnevezni az alkotó.[34] Ez végül nem jött össze.